# Венценбах
Венценбах (нім. Wenzenbach) — громада в Німеччині, розташована в землі Баварія. Підпорядковується адміністративному округу Верхній Пфальц. Входить до складу району Регенсбург.
Площа — 29,85 км2. Населення становить 8828 ос. (станом на 31 грудня 2020).